# Analit
Analit – składnik próbki badanej metodami analizy chemicznej, który podlega wykryciu lub oznaczeniu. Analit może być składnikiem roztworu, mieszaniny gazów albo ciała stałego. Przykładem mogą być odpowiednio jony chlorkowe oznaczane w roztworze soli kuchennej, tlen w powietrzu, czy żelazo w stali.